# Димитрије Нешковић
Димитрије Мита Нешковић (Нови Сад, 7. новембар 1846 — Загреб, 23. мај 1907) био је српски учитељ, педагог и публициста.

## Породица
Отац Петар био је адвокат, мајка Катарина (рођ. Јовановић). Када је имао десет година умире му отац, а убрзо и мајка. Ујак му је био познати песник Јован Јовановић Змај.

## Образовање
Основну школу и нижу гимназију завршио је у Новом Саду, а више разреде гимназије у Сегедину и Сремским Карловцима. На наговор ујака уписао је 1867. Учитељску школу у Сомбору. По завршетку школовања одлази у Дрезден на стручно усавршавање као питомац Народно-црквеног сабора, где је завршио гимнастички курс (1870—1871).

## Учитељ
Радио је као учитељ у Руми (1867-1868), Земуну (1868-1880), Павловцима (1880-1888) и Иригу (1888).
За школског надзорника бјеловарске жупаније постављен је 1889. године. Године 1907. распоређен је у Одсек за богоштовље и наставу Земаљске владе у Загребу, и исте године је напрасно преминуо.

## Политичар
Под утицајем идеја Светозара Марковића седамдесетих година 19. века придружио се групи социјалистички оријентисаних учитеља. Они су јануара 1873. у Земуну покренули лист Учитељ, чији је Нешковић био први уредник. Због политичких притисака лист је од другог броја излазио у Вршцу, све до марта 1874, када је забрањен. Већ следеће године Нешковић покреће у Земуну Нову школу. У њој је износио идеје да народне школе треба да буду независне, да српски учитељи у Карловачкој митрополији морају имати струковно удружење, критиковао је црквену хијерархију и буржоазију. Због преведеног чланка Ко да васпитава? осуђен је на месец дана затвора.

## Публициста
Прву песму објавио је у Даници 1864. године. Писао је приповетке, приказе књига, расправе из књижевности, националне историје и педагогије. Објавио је неколико педагошких књига, од којих је Матица српска наградила три.
Радове је објављивао је у Даници, Пријатељу српске младежи, Учитељу, Новој школи, Србину, Застави, Летопису Матице српске, Јавору, Новом васпитачу, Зори, Бранковом колу, Раду и именику Матице српске.
Био је уредник Учитеља, издавач, уредник и одговорни уредник Нове школе, одговорни уредник Дечјег пријатеља, власник, издавач и уредник Новог васпитача и Пчелице, власник и уредник Књижевног прегледа Новог васпитача.
Члан Матице српске постао је 1866, а члан њеног Књижевног одељења 1893. године.
Говорио је мађарски и немачки.
Аутор је више уџбеника и буквара за основне школе, а писао је и уџбенике за учитеље.
Оженио се 1868. Маријом, ћерком Стеве Критовца, са којом је имао три ћерке и два сина.
Сахрањен је на гробљу Мирогој у Загребу.

## Избор из библиографије
- Рад у првом разреду основне школе (Земун, 1875)
- Мала школа I-II (Земун, 1876, 1879)
- Предавач у основној школи I (Земун, 1877)
- Српска граматика за учитеље III и IV разреда (Панчево, 1879)
- Књига за школу и учитеље I  (Земун, 1879)
- Родитељи и школа (Нови Сад, 1887)
- Збирка педагошких радова Мите Нешковића I-III (Нови Сад 1891; Сремски Карловци 1895, 1897)
- Историја српских школа у Аустро-угарској монархији (Сремски Карловци, 1897)

## Галерија
- Насловна страна књиге Аманет Српкињама (1892) Мите Нешковића
- Насловна страна Пчелице (1893)
- Насловна страна прве књиге Из давне прошлости - приче из Египта (1897)